# Хлопець з Колорадо
«Хлопець з Колорадо» (англ. The Colorado Kid) — детективний роман американського письменника Стівена Кінга, опублікований 2005 року. Перший роман автора після випуску циклу «Темна Вежа».

## Видання
Цей короткий роман (179 сторінок в оригіналі) було опубліковано, що нехарактерно для Кінга, видавництвом Hard Case Crime книгою малого формату в м'якій обкладинці. У 2007 році роман був перевиданий у твердій палітурці видавництвом PS Publishing обмеженим тиражем в трьох різних варіантах з оформленням, суперобкладинкою, та ілюстраціями трьох різних художників: Едварда Міллера, Дж. К. Поттера і Гленна Чадборна.

## Сюжет
Квітневим ранком 1980 року двоє підлітків виявляють труп на пляжі одного з островів в штаті Мен. Тіло було притягнено до сміттєвого баку, на ньому не було жодних ознак насильства. Причиною смерті було названо задуху, так як з горла покійного був вилучений великий шматок м'яса. При цьому в кишенях його одягу не було ніяких документів, тільки майже повна пачка сигарет, 17 доларів, кілька центів і одна-єдина радянська монета.
Більше року пройшло, перш ніж потерпілий був пізнаний. Ним виявився якийсь Джеймс Коган з міста Недерланд, штат Колорадо. Останній раз його бачили саме там за п'ять з половиною годин до появи на острові, де він і був знайдений мертвим наступного ранку, хоча ніхто не міг зрозуміти, яким чином Коган примудрився подолати за цей час шлях через півкраїни з Колорадо в штаті Мен.
Дія роману починається, коли двадцять п'ять років потому молода журналістка Стефані Маккенн, підпрацьовуючи в місцевій газеті, розмовляє з ветеранами цієї газети, 65-річним Дейвом Боуї і 90-річним Вінсом Тігом, які розповідають їй цю дивну історію.

## Екранізація
Американський канал SyFy почав показ телесеріалу «Хейвен» за мотивами роману «Хлопець з Колорадо» 19-го липня 2010 р.

## Відсилання до реальних подій
Деякі події книги могли бути запозичені з реального випадку, події якого відбувались 1 грудня 1948 року в місті Аделаїда, Австралія, де на пляжі Сомертон рано вранці було виявлено тіло невідомого чоловіка без документів. Спроби встановлення особистості, починаючи з 1948 досі ні до чого не привели, точна причина смерті також не встановлена донині.